# 6П62
6П62 — экспериментальный российский крупнокалиберный ручной пулемёт с магазинным питанием под патрон 12,7×108 мм.
Предназначен для борьбы с легкобронированными целями, транспортными средствами и групповыми живыми целями на дальностях до 1000 м. Может использоваться для борьбы с низколетящими воздушными целями на наклонных дистанциях до 500 м.

## Конструкция
12,7-мм пулемёт 6П62 — автоматическое оружие с магазинным питанием. Подача ленты не предусмотрена. На стволе установлен ПБС и постоянный открытый коллиматорный прицел, возможна стрельба с сошек. Предположительно, пулемёт использует патрон 12,7×108 мм или меньший по мощности.
На стволе установлена насадка, гасящая звук выстрела, и устраняющая вспышку пламени, что немаловажно при ведении ночных боевых операций. Может являться дополнительным вооружением транспортных средств и бронетехники при установке на соответствующих специальных креплениях.
Автоматика пулемёта основана на принципе отвода пороховых газов из канала ствола.

## Боеприпасы
В боеприпасы входят следующие патроны: Б-32, БС-41, МДЗ и НСЗ.
Патроны 12,7 × 108 мм наносят существенный удар живой силе, и против такого пулемета трудно устоять.

## Преимущества и недостатки
В преимущества можно добавить высокую огневую мощь, достаточно высокую дальность стрельбы, быстросъемный ствол и возможность установки оптических и ночных прицелов.
В недостатки входят: большой вес, сильная отдача и относительно редкое распространение.